# Perseo libera Andromeda (Rubens)
Perseo libera Andromeda è un dipinto a olio su tavola (100x138,5 cm) realizzato nel 1620 circa dal pittore fiammingo Peter Paul Rubens e conservato nella Gemäldegalerie di Berlino.

## Storia
Il dipinto faceva parte della collezione M. Pasquier a Rouen, che fu messa all'asta nel 1755 a Parigi. Nel corso del XVIII secolo entrò a far parte della collezione di Federico II di Prussia. Nel 1830 entrò a far parte della collezione del museo berlinese.

## Descrizione
La scena è molto simile a quella di un altro dipinto realizzato da Rubens circa due anni dopo, Perseo e Andromeda, conservato nel Museo dell'Ermitage.
Il dipinto raffigura Perseo nell'atto di liberare Andromeda, dopo aver sconfitto il mostro marino che la teneva prigioniera. L'eroe, con indosso l'elmo, la corazza e il mantello, è attorniato da due putti, uno dei quali lo aiuta a sciogliere le corde che legano Andromeda alla roccia. Sulla sinistra altri tre putti stanno intorno a Pegaso, il cavallo alato di Perseo.